# Koneve, Kompaniivka
Koneve (în ucraineană Коневе) este un sat în comuna Cervona Sloboda din raionul Kompaniivka, regiunea Kirovohrad, Ucraina.

## Demografie
Componența lingvistică a localității Koneve
     Ucraineană (96,43%)
     Română (3,57%)
Conform recensământului din 2001, majoritatea populației localității Koneve era vorbitoare de ucraineană (96,43%), existând în minoritate și vorbitori de română (3,57%).